# Teoría de la reminiscencia

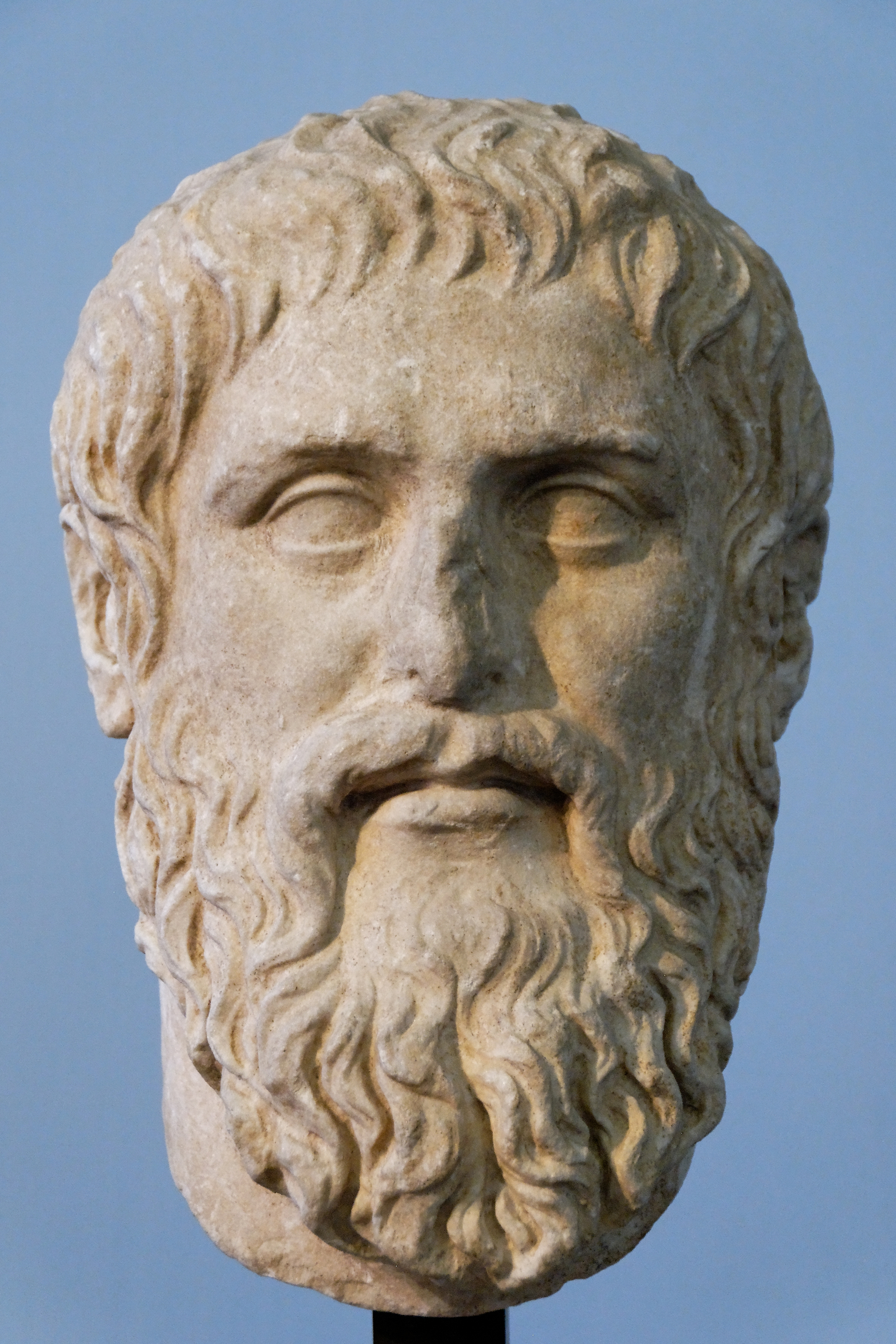
Busto de Platón del Museo Capitolino

La teoría de la reminiscencia (ἀνάμνησις, anámnēsis) es una teoría del conocimiento según la cual conocer es recordar.
Aunque tiene antecedentes, la teoría se asocia principalmente a Platón. Para este, adquirir conocimiento consiste en recordar lo que el alma sabía cuándo habitaba en el mundo inteligible de las ideas antes de caer al mundo sensible y quedar encerrada en el cuerpo. Así, la teoría de la reminiscencia está ligada a la diferencia platónica entre el cuerpo y el alma. El recuerdo se logra principalmente mediante el diálogo filosófico. Probablemente Platón no defendía este punto de vista respecto a la adquisición de conocimientos particulares, sino de los dotados de universalidad y necesidad, tales como las matemáticas, que no pueden explicarse a partir de la experiencia empírica o perceptiva. La virtud y la sabiduría viene de una vida pasada. El alma conserva esa información y esas enseñanzas aprendidas, y las trae a la vida actual de la persona. 

## Fundamentos
La teoría de la reminiscencia aborda el doble problema de la adquisición de conocimiento y de su justificación.
A pesar de que todo lo que el hombre ve, oye y siente se podría considerar como un conocimiento, la veracidad de este no puede garantizarse, porque no todos los hombres sienten de la misma forma, y lo que para uno es, por ejemplo, caliente, para otro es tibio, y así sucesivamente. Es por eso que resulta difícil o incluso imposible basar la teoría únicamente en las sensaciones, a pesar de que en un principio pueda parecer lo más evidente.
Frente a este problema, Platón se remite a las matemáticas en las que, sin necesidad de sentir ni experimentar, se puede llegar a proposiciones claramente verdaderas que parecen surgir de uno mismo. Esta evidencia, según la cual la verdad no parece salir del mundo exterior sino de la razón propia, muestra cómo la mente (o el alma) parece producir información común a todos los humanos, por ejemplo cuando se hacen operaciones matemáticas, mientras que las sensaciones parecen producir información individual, que no sirve para crear un conocimiento verdadero. Por lo anterior, a pesar de la tendencia a creer que se obtiene el conocimiento a partir del mundo exterior, el conocimiento verdadero debe provenir del Alma.
Dada tal necesidad, es necesario considerar la forma en que la mente provee conocimiento. Como obviamente Platón no deseaba limitar su teoría a las matemáticas, sino extenderla también al conocimiento acerca de objetos reales, se ve en la difícil tarea de idear una forma en la que la mente concibe los objetos del mundo exterior sin tener contacto con ellos.
Y esa forma consiste en darle de cierta manera un alma a los objetos, equipararlos de una existencia inmaterial que, al igual que nuestra mente, sea propicia al conocimiento verdadero, ya que puede ser generalizada. Tal existencia inmaterial es la forma del objeto. Así, todos los objetos de una misma clase (por ejemplo, todas las manzanas) se derivan de una misma forma (la manzaneidad), que al ser de la misma naturaleza que la mente se puede conocer, y conociéndola, es posible conocer cualquier objeto derivado de ella (las manzanas particulares).
Todas estas Formas se encuentran en el mundo de las Formas, o de las Ideas, en el cual también, según Platón, se encuentran las almas antes de encarnarse en cuerpos y nacer. Es por eso que, según él, todo el conocimiento proporcionado por las formas de las cosas se encuentra en el alma del hombre, pero solo al contacto con las instancias de las formas, es decir, los objetos concretos, es capaz de recordarlas.

## Alegoría del carro alado

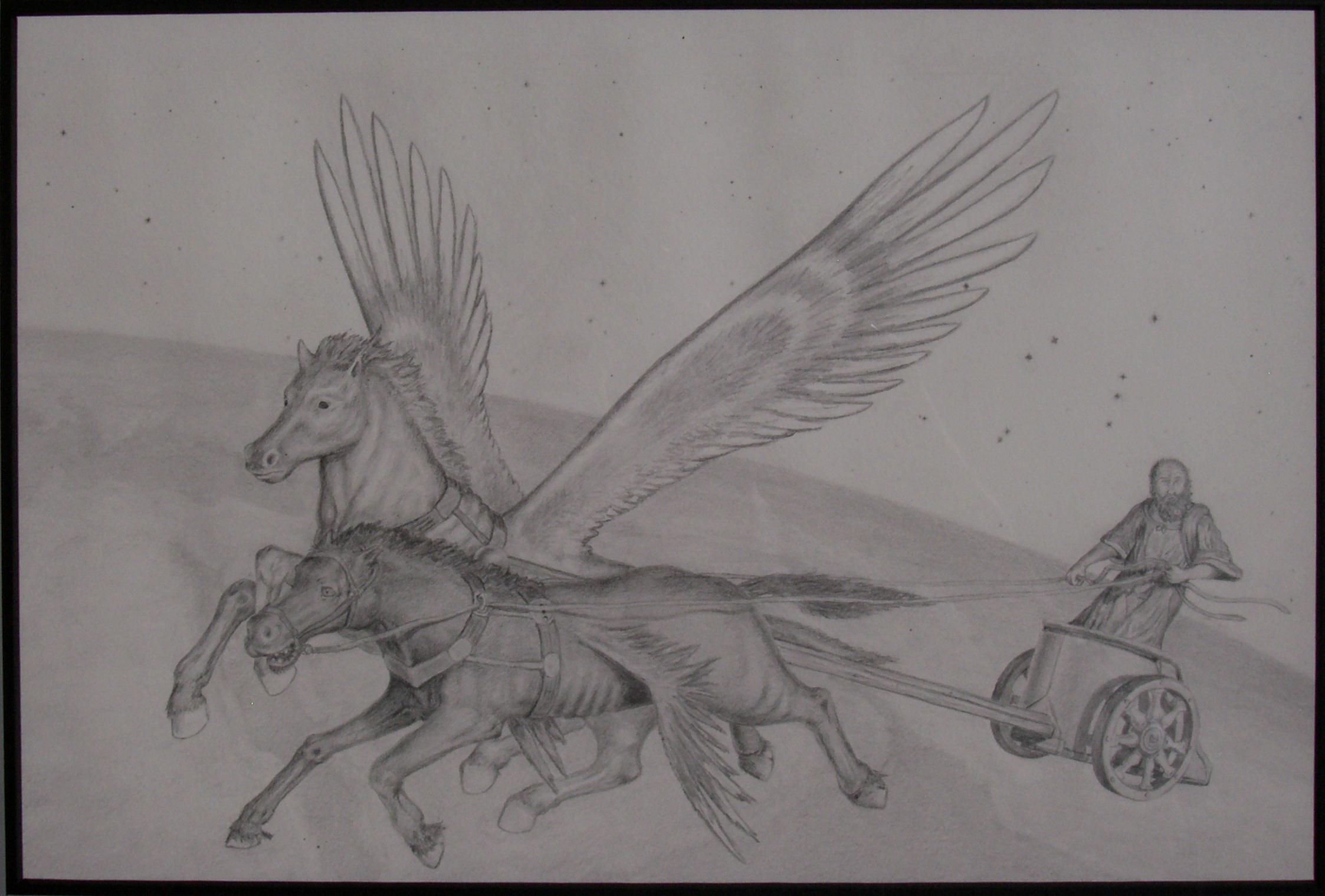
Dibujo del auriga del "Fedro" de Platón.

Platón utiliza esta alegoría para descubrir las partes del alma y el afán humano por el conocimiento. Consiste en que el alma está formada por un caballo blanco (tendencias positivas, bueno, hermoso), que se localiza en el pecho; otro negro (tendencias negativas, malo, feo), que se encuentra en el vientre y por último el auriga (la parte racional), que se encuentra en la cabeza.
El alma es una fuerza natural que mantiene unidos al carro y su auriga (sostenidos por alas). La fuerza del ala consiste en llevar hacia arriba lo pesado, elevándose hacia el lugar en donde habitan los dioses. Lo divino es hermoso, sabio, bueno y hace crecer las alas, las alimenta. En cambio lo malo, vergonzoso y feo hace que se consuman y perezcan.
Si el auriga controla a los caballos, se elevará y contemplará el mundo de las ideas, si por el contrario no lo hace, los caballos se rebelan, no podrá elevarse y caerá en el mundo de las cosas, el mundo sensible. El alma acabará en un cuerpo aprisionado con el anhelo de retornar a su mundo original.
Para conseguirlo requerirá hacer nacer las alas, lo cual se logra a través del amor, el anhelo de alcanzar la belleza y la justicia.
Cuando el alma alcanza todas sus virtudes (fortaleza, sabiduría, templanza) le llevarán a contemplar la idea del Bien mismo. Con ello hará que le vuelvan a crecer las alas, se elevará y volverá al mundo de las ideas.
Cuenta la historia que las almas fueron convertidas en carros tirados por dos caballos: el blanco que representaba a la parte sensible y el negro, a la pasional; por otro lado el auriga representaba la parte racional y era el encargado de llevar el control. Estas almas vivían felices y sin ataduras; solo existía una regla que no debía ser rota jamás: “si uno de los caballos domina al auriga, el alma era expulsada al mundo sensible”. Muchas almas lo cumplieron, pero hubo unas cuantas que la desobedecieron y fueron expulsadas a un mundo imperfecto, donde una especie de cárcel llamada cuerpo las capturó. Intentaron de todo para escapar pero no lograron, fue entonces cuando un hombre muy sabio les dio la solución: “la única forma de escapar de este cuerpo es alcanzando el conocimiento máximo, si no lo alcanzas seguirás cambiando de cuerpo hasta que lo logres” dijo Platón.  Fue así como las almas desobedientes empezaron a conocer y luchar por descubrir la verdad; pero se dieron cuenta de algo muy importante: ellas conocían ciertas cosas, no aprendían de cero ya que recordaban las Ideas que habían contemplado y visto en el mundo de las Ideas. Finalmente dejaron esta cárcel para ir al mundo maravilloso y perfecto de las Ideas.
El texto en el que Platón recoge el mito del Auriga (o del Carro alado) se encuentra en su diálogo "Fedro" (246d): "Sobre su inmortalidad, pues, basta con lo dicho. Acerca de su idea debe decirse lo siguiente: descubrir cómo es el alma sería cosa de una investigación en todos los sentidos y totalmente divina, además de larga; pero decir a qué es semejante puede ser el objeto de una investigación humana y más breve; procedamos, por consiguiente, así. Es, pues, semejante el alma a cierta fuerza natural que mantiene unidos un carro y su auriga, sostenidos por alas. Los caballos y aurigas de los dioses son todos ellos buenos y constituidos de buenos elementos; los de los demás están mezclados. En primer lugar, tratándose de nosotros, el conductor guía una pareja de caballos; después, de los caballos, el uno es hermoso, bueno y constituido de elementos de la misma índole; el otro está constituido de elementos contrarios y es él mismo contrario. En consecuencia, en nosotros resulta necesariamente dura y difícil la conducción”.

### Teoría de las ideas
Existe una teoría, también formulada por Platón, que dice que las ideas son la base de la existencia. Sin las ideas, no habría nada. Esto quiere decir que, si nosotros no tuviéramos la idea de algún objeto o algún ser vivo, esto no existiría para nosotros. Tenemos conocimiento y seguridad de la existencia de algo gracias a que ya tenemos una idea de ello. Identificamos tal cosa o ser de una manera, y eso es lo que la diferencia del resto de cosas que conocemos. La sociedad ha estipulado una definición escrita, visual y una auditiva para cada materia. Sin esa definición impuesta a través de los años por diferentes generaciones, nada existiría, no tendría algún valor más allá de lo material y lo que se puede tocar. 
Por ejemplo: sabes lo que es una silla, cómo se vería, para qué sirve gracias a lo que se ha aprendido de otras personas a lo largo de la vida.

### ¿Por qué el alma es más importante que el mismo cuerpo?
Somos más que solo un cuerpo, y esto lo confirma Platón con su teoría del conocimiento. El conocimiento que se tiene en este momento es lo que se recuerda de las vidas pasadas o de cuando el alma estuvo en el mundo de las ideas. Nuestra alma y nuestra consciencia son mucho más que solo un cuerpo pasajero que se habita solo una vez en una sola vida. Nuestra alma es el conjunto de varias facultades como las siguientes: nutritiva, sensitiva, discursiva o de movimiento. Estas facultades del alma son usadas por nuestras manos, ojos, entre otras partes del cuerpo. De esta forma podemos entender que el alma es causa y principio del cuerpo natural, ya sea en humano o en otros seres vivos. Por lo tanto podemos concluir que el alma no es separable del cuerpo.  Otra conclusión de esto, es que no podemos llegar a una definición específica acerca del alma, debido a que todos los entes son diferentes.